# Ewald Lienen
Ewald Lienen (Schloß Holte-Stukenbrock, 28 november 1953) is een Duitse ex-profvoetballer en ex-voetbaltrainer. Hoogtepunt van zijn loopbaan was het voorjaar van 1979, toen hij deel uitmaakte van de ploeg van Borussia Mönchengladbach, die toen de UEFA-Cup won.

## Voetballer
Als voetballer speelde Lienen meestal als aanvaller. Hij heeft zowel als "hangende" spits, linksbuiten en rechtsbuiten gespeeld.
Van 1961 tot 1974 was hij in zijn geboorteplaats jeugdspeler en later amateurvoetballer bij VfB Schloß Holte.
Ewald Lienens profcarrière duurde van 1974 tot 1992. Hij was bij de volgende clubs actief:
1974-1977 en 1981-1983: Arminia Bielefeld, respectievelijk 96 keer meegespeeld, 24 keer gescoord en 60 keer meegespeeld, 12 keer gescoord.
1977-1981 en 1983-1987: Borussia Mönchengladbach, respectievelijk 115 keer meegespeeld, 23 keer gescoord en 126 keer meegespeeld, 13 keer gescoord.
1987-1992: MSV Duisburg, 154 keer meegespeeld, 23 keer gescoord.
Zijn grootste successen behaalde Lienen bij Borussia Mönchengladbach. In het seizoen 1977/1978 werd hij met die club tweede in de Duitse competitie en verliezend finalist in het UEFA-Cup-toernooi, en in het seizoen 1978/1979 winnaar.  In 1984 bereikte hij met de Fohlen de finale van de DFB-Pokal, maar Borussia verloor die eindstrijd.
In 1981 liep Lienen tijdens een wedstrijd tegen Werder Bremen een 25 cm lange snijwond op waarbij het bot in zijn dijbeen zichtbaar was.
In 1987 was Lienen, die als politiek tamelijk links bekend staat, een van de oprichters van de Duitse vakbond voor profvoetballers Vereinigung der Vertragsfußballspieler.

## Trainer
Ewald Lienen, die in 1989 zijn Duitse trainersdiploma behaalde, was tussen 1992 en 2017 bij de volgende clubs actief:
- 1989–1993	MSV Duisburg amateurs
- 1993–1994	MSV Duisburg
- 1995–1997	CD Tenerife (Co-trainer)
- 1997–1999	F.C. Hansa Rostock
- 1999–2002	1. FC Köln : in 1999/2000 promotie van de tweede naar de eerste Bundesliga.
- 2002–2003	CD Tenerife
- 2003	        Borussia Mönchengladbach
- 2004–2005	Hannover 96
- 2006–2008	Panionios Athene: in 2007 werd Lienen na zijn eerste, succesvolle seizoen bij Panionios door de Grieken tot Trainer van het Jaar uitgeroepen.
- 2009–2010	TSV 1860 München
- 2010	        Olympiakos Piraeus
- 2010–2011	Arminia Bielefeld
- 2012–2013	AEK Athene
- 2013–2014	Oțelul Galați (Roemenië)
- 2014–2017	FC Sankt Pauli

## Na de trainersloopbaan
In 2017 werd Lienen technisch directeur bij  de FC Sankt Pauli te Hamburg.
Lienen heeft in een krantenartikel in de Frankfurter Allgemeine Zeitung van 6 november 2017 een lans gebroken voor de mogelijkheid, dat homoseksuele spelers profvoetballer moeten kunnen zijn, zonder hun geaardheid te verbergen of verloochenen.
In 2019 heeft Lienen een autobiografie geschreven met de titel: Ich war schon immer ein Rebell.